# Robert List

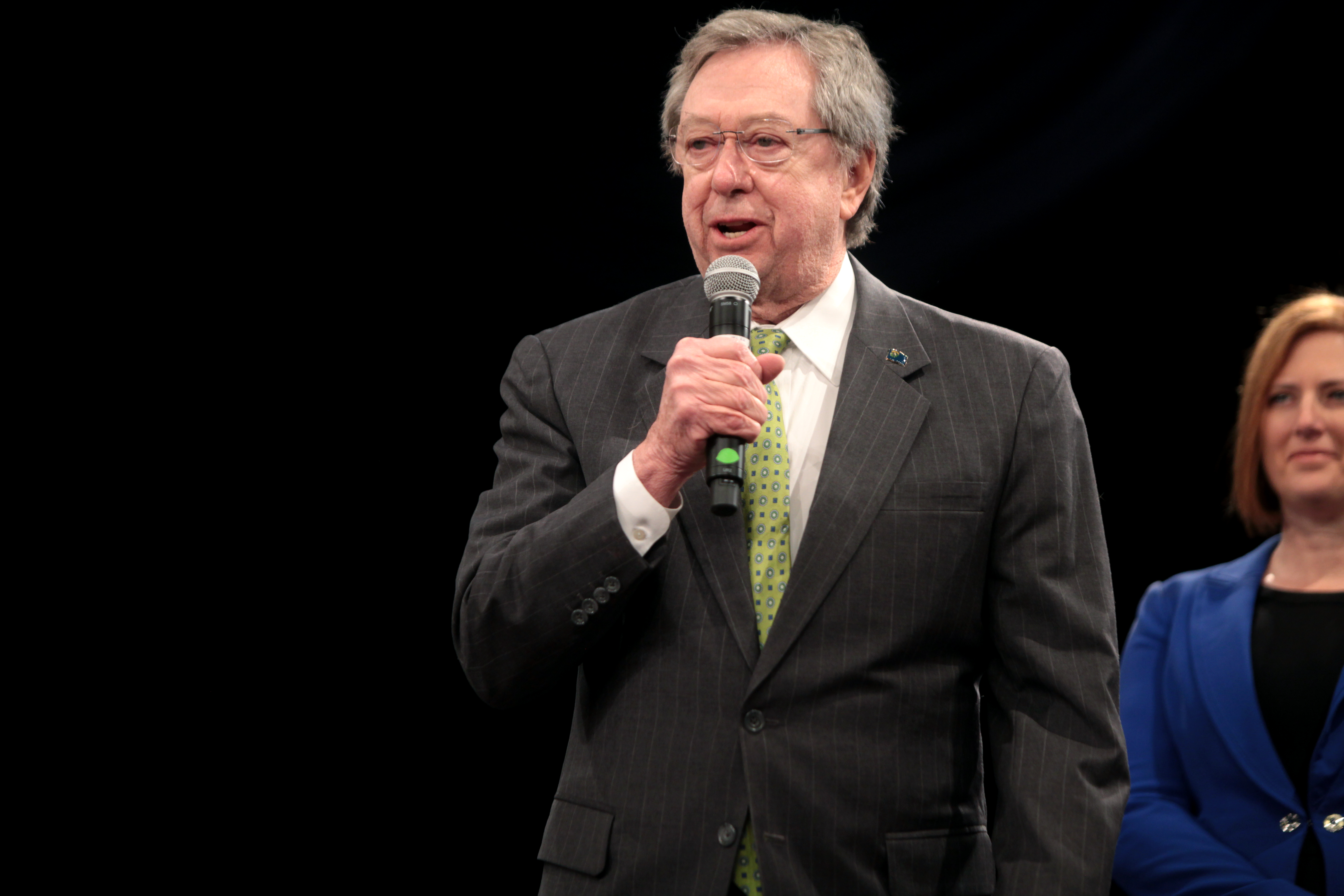
Robert List.

Robert Frank List, född 1 september 1936 i Visalia, Kalifornien, är en amerikansk republikansk politiker. Han var den 24:e guvernören i delstaten Nevada 1979-1983.
List är uppvuxen i Exeter, Kalifornien. Han arbetade som distriktsåklagare i Carson City 1967-1971 och därefter som delstatens justitieminister (Nevada Attorney General). Efter sin mandatperiod som guvernör har han profilerat sig som förespråkare för Yucca Mountain Repository, ett avsett förvar för använt kärnbränsle och annat radioaktivt avfall i Nye County.